# سفارة أذربيجان في أوزبكستان
سفارة أذربيجان في أوزبكستان هي أرفع تمثيل دبلوماسي لدولة أذربيجان لدى أوزبكستان. تقع السفارة في وهي تهدف لتعزيز المصالح الأذربيجانية في أوزبكستان.

## وصلات خارجية
- قائمة سفارات أذربيجان
- قائمة السفارات في أوزبكستان